# 水野良春
水野 良春（みずの よしはる）は、南北朝時代の武将。通称は又太郎。号は無二。志段味城主、また尾張国山田郡新居（愛知県尾張旭市新居町）に進出して、新居城主となった。

## 略歴

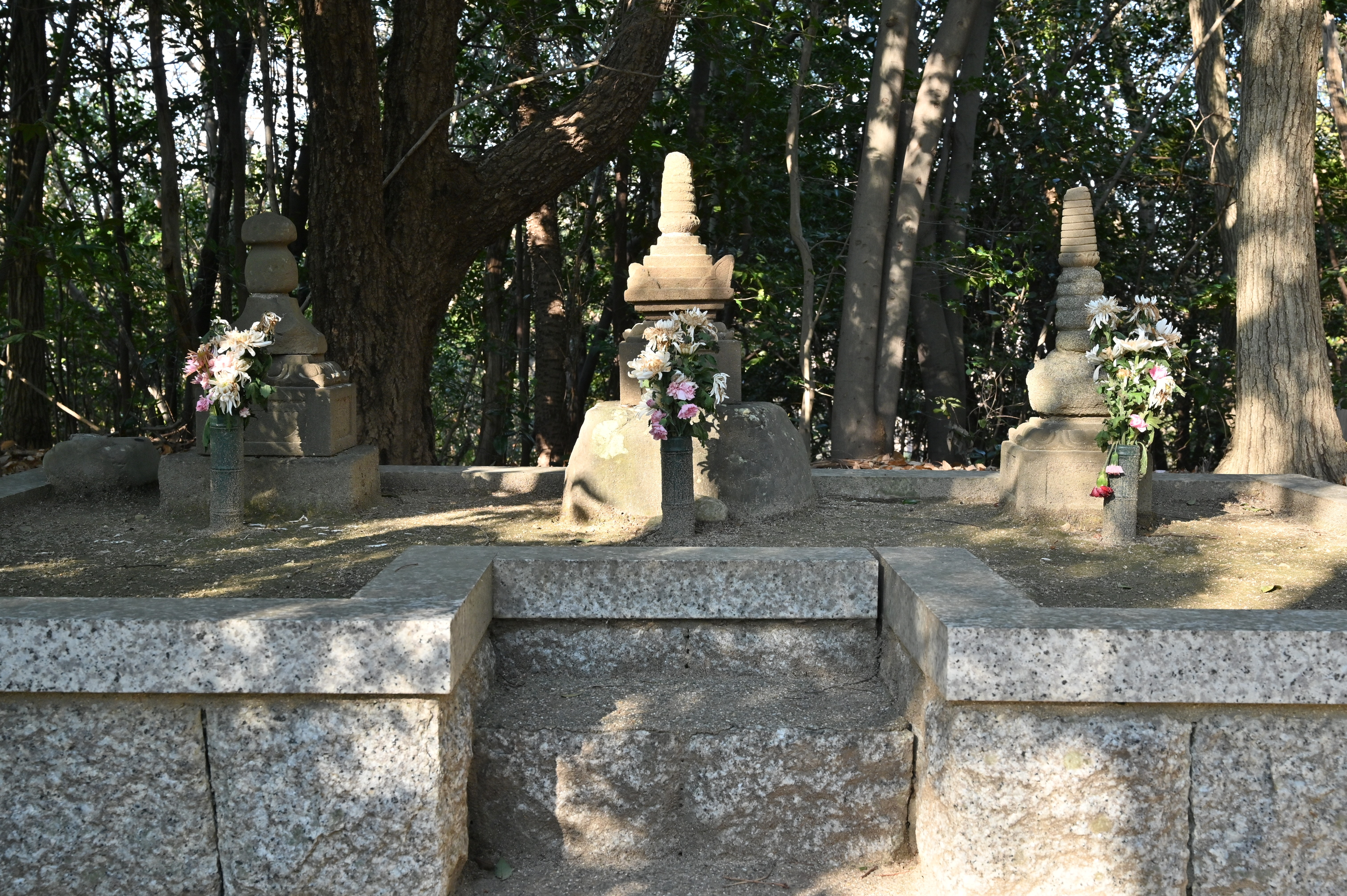
水野良春の墓（退養寺）

桓武平氏高望流、平良兼の子孫、尾張国山田郡水野郷（愛知県瀬戸市）に住した水野氏の一門である水野基家の曾孫と伝えられ、志段味郷（名古屋市守山区）を拠点とした豪族。
元々、水野氏は承久の乱で水野高康が朝廷側で戦うなど尊皇であったが、元弘元年（1331年）の元弘の乱では、良春が護良親王を擁した吉野金峯山寺僧兵団の将として戦った。建武の新政が始まると、一時、郷里の志段味郷に帰ったが、延元元年（1336年）には吉野に戻って、南朝方として転戦した。
その後、再び志段味郷に帰り、志段味城を築城。
康安元年（1361年）に隠遁し、志段味郷の南を開墾して、新居村を開いた。応安元年（1368年）、弟の報恩陽を定光寺から招聘し、新居村に退養寺を開山。応安7年（1374年）に新居城を築いて、一族の居城としたが、この年に没し、退養寺に葬られた。
なお、水野氏の末裔の多い新居村には、良春が吉野の修験道から持ち込んだとされる棒の手が伝えられた。良春の号「無二」をとって無二流と称され、現在では尾張旭市を代表する伝統芸能の一つとなっている。